# Furacão Flora
O Furacão Flora está entre os mais mortíferos furacões do Atlântico na história, com um total de mortes de pelo menos 7.193. A sétima tempestade tropical e o sexto furacão da temporada de furacões no oceano Atlântico de 1963, em 26 de setembro Flora desenvolveu-se a partir de um distúrbio na Zona de Convergência Intertropical, enquanto estava localizado a 1,215 km (755 mi) sudoeste das ilhas de Cabo Verde. Depois de permanecer uma depressão fraca por vários dias, ela rapidamente se organizou em 29 de setembro para atingir o status de tempestade tropical. Flora continuou a fortalecer rapidamente para alcançar o status de furacão de categoria 3 antes de se mover através das Ilhas de Barlavento e passar sobre Tobago, e atingiu ventos máximos sustentados de 145 mph (233 km/h) no Caribe.
A tempestade atingiu o sudoeste do Haiti perto do pico de intensidade, virou-se para o oeste e desembarcou em Cuba por quatro dias antes de virar para o nordeste. Flora passou pelas Bahamas e acelerou para o nordeste, tornando-se um ciclone extratropical em 12 de outubro. Devido ao seu movimento lento em Cuba, Flora é o ciclone tropical mais húmido conhecido para Cuba, Haiti e República Dominicana. As vítimas significativas causadas por Flora foram as maiores devido a um ciclone tropical na Bacia do Atlântico desde o Furacão de Galveston de 1900.

## História meteorológica
Um distúrbio na Zona de Convergência Intertropical organizado em uma depressão tropical em 26 de setembro, enquanto localizado a cerca de 1,215 km (755 mi) sudoeste da ilha do Fogo nas ilhas de Cabo Verde. Ao formar-se, a depressão apresentava uma circulação mal organizada com bandas em faixas ao norte e ao leste. A depressão moveu-se na direção oeste-noroeste, e o sistema falhou em se organizar significativamente um dia depois de se desenvolver. Em 27 de setembro, as faixas de bandas se dissiparam, embora a área de convecção ao redor do centro tenha aumentado. Imagens de satélite não estavam disponíveis até 30 de setembro, durante o qual não houve relatórios de navios suficientes para indicar a presença de uma circulação de baixo nível. A depressão continuou na direção oeste-noroeste, e estima-se que se intensificou em Tempestade Tropical Flora em 29 de setembro, enquanto localizada a cerca de 900 km (560 mi) leste-sudeste de Trinidade, ou cerca de 560 km (350 mi) ao norte de Caiena, Guiana Francesa. Operacionalmente, os avisos só foram iniciados um dia depois.
A Flora intensificou-se rapidamente depois que se tornou uma tempestade tropical e, no início de 30 de setembro, atingiu o status de furacão. Mais tarde naquele dia, o avião dos caçadores de furacões confirmou a existência do furacão, com o voo relatando uma olho circular de 13 km (8 mi) de largura. Um observador observou que Flora era o ciclone tropical mais bem organizado dos dois anos anteriores. Depois de atingir o status de grande furacão, Flora passou diretamente sobre a ilha de Tobago no final do dia 30 com ventos de 120 mph (190 km/h). O furacão continuou na direção oeste-noroeste ao entrar no Caribe, e no início de 2 de outubro seus ventos atingiram 140 mph (230 km/h). Trinta horas depois, Flora se intensificou um pouco mais e atingiu o pico de ventos de 145 mph (233 km/h) enquanto localizado a cerca de 169 km (105 mi) ao sul da fronteira do Haiti e da República Dominicana.

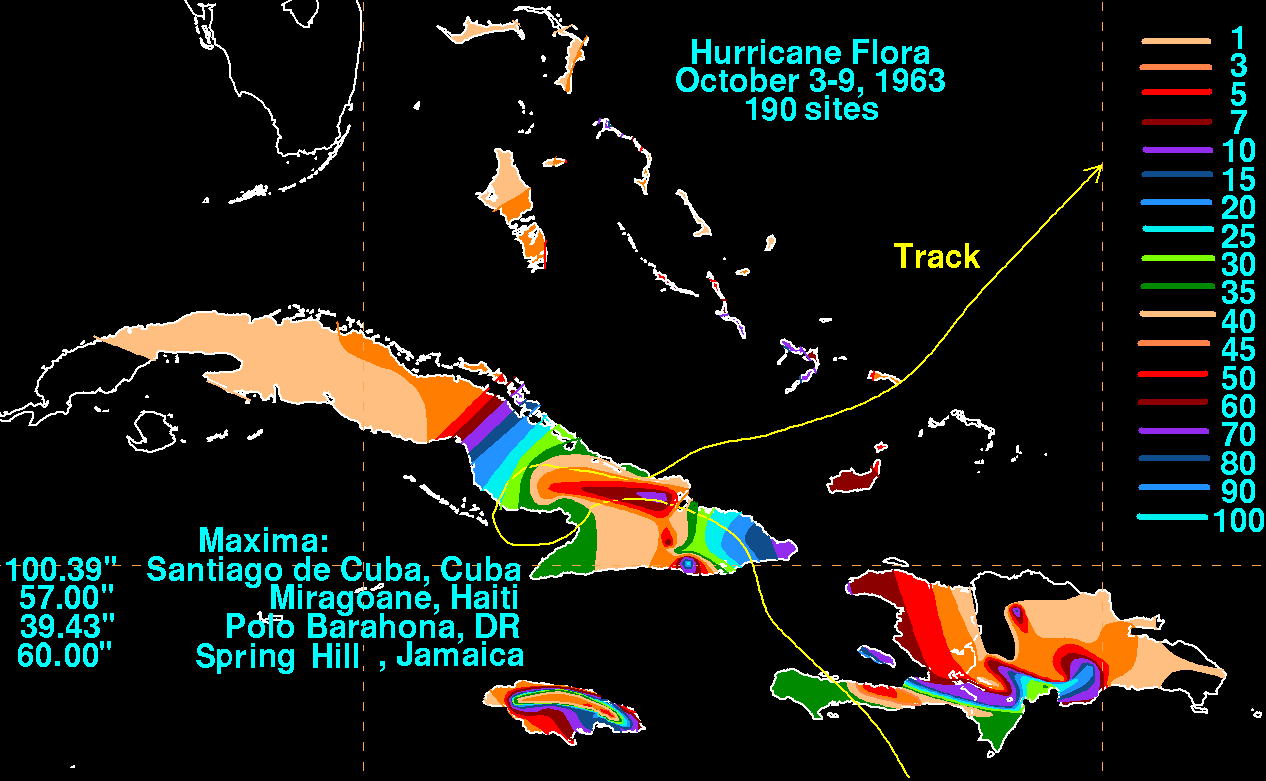
Precipitação total da tempestade do furacão Flora

Depois de virar para o noroeste, o furacão Flora manteve a sua força máxima e atingiu o continente em Sul, Haiti, no final de 3 de outubro com ventos de 150 mph (240 km/h) o furacão de categoria 4 na escala Saffir-Simpson com rajadas de 180–200 mph (290–320 km/h). A calma do olho durou até 70 minutos em um local. Depois de enfraquecer rapidamente para um furacão com ventos de 190 km/h (120 mph), Flora virou mais para o oeste na Passagem de Barlavento, e se reestruturou ligeiramente para atingir o sudeste de Cuba a cerca de 48 km (30 mi) a leste da Baía de Guantánamo com ventos de 125 mph (201 km/h). Um sistema de alta pressão ao norte mudou o movimento do furacão para oeste, fazendo com que enfraquecesse rapidamente. Flora se aproximou da costa norte de Cuba em 4 de outubro antes de seguir para o sul. Ele executou um ciclo ciclônico e entrou nas águas costeiras da província de Granma. Um anticiclone a oeste de Flora virou o furacão para o norte, trazendo-o para a costa perto de Santa Cruz del Sur em 7 de outubro com ventos de cerca de 140 km/h (90 mph). Flora inicialmente virou para sudeste sobre o centro de Cuba, e no final de 8 de outubro, um vale de ondas curtas virou o furacão para nordeste, levando-o para as águas costeiras da província de Holguín. Flora permaneceu um furacão enquanto vagava sobre a terra devido à húmidade abundante e um ambiente de nível superior favorável.
No início de 9 de outubro, depois de passar pelo sudeste das Bahamas, Flora começou a se fortalecer e, em 10 de outubro, novamente atingiu o status de furacão enquanto estava localizado a 470 km (290 mi) ao sul das Bermudas. O furacão enfraqueceu gradualmente à medida que continuou em direção ao nordeste, e enfraqueceu para uma furacão de categoria 1 em 11 de outubro. Flora perdeu gradualmente a sua convecção sobre o oceano Atlântico norte e fez a transição para um ciclone extratropical em 12 de outubro, enquanto estava localizado 430 km (270 mi) leste-sudeste de Cabo Race, Terra Nova. O remanescente extratropical se dissipou no dia seguinte.

## Preparativos
O Departamento de Meteorologia em San Juan, Porto Rico, emitiu um alerta de furacão para Trinidade, Tobago e Granadinas ao sul de São Vicente no primeiro comunicado do ciclone sobre o furacão Flora. Avisos de vendaval foram emitidos posteriormente para as ilhas ao norte da Venezuela e de São Vincente em direção ao norte até a Martinica. Os avisos sobre Flora enfatizaram o perigo do furacão e aconselharam os preparativos a serem concluídos às pressas. Os avisos também recomendaram que pequenas embarcações em todas as ilhas de Barlavento permanecessem no porto e para a navegação no caminho do furacão para aconselhar extrema cautela. Pessoas em áreas baixas e perto de praias foram aconselhadas a evacuar para áreas mais altas também. O tempo de espera foi curto, especialmente em Tobago, que recebeu notícias do furacão que se aproximava apenas duas horas antes da sua chegada.
Em 2 de outubro, dois dias antes de atingir a costa sudoeste de Ilha de São Domingos, o San Juan Weather Bureau emitiu um alerta de vendaval de Barahona, na República Dominicana, para Sudeste, no Haiti. Os conselhos recomendaram que pequenas embarcações nas porções do sul dos países permanecessem no porto. Mais tarde naquele dia, o aviso de vendaval foi atualizado para um aviso de furacão no sudoeste do Haiti. No dia em que Flora atingiu a costa, os avisos recomendaram que todos os cidadãos nas praias e áreas baixas a oeste de Santo Domingo evacuassem. Carmelo Di Franco, o Diretor provisório de Defesa Cívica da República Dominicana, organizou procedimentos de segurança e a divulgação de boletins de ciclones tropicais do San Juan Weather Bureau. Di Franco também se organizou para a transmissão de informações de emergência sobre o furacão aos cidadãos, que se acredita reduzir a perda de vidas. Na tarde anterior ao furacão, o chefe da Cruz Vermelha Haitiana proibiu as transmissões de rádio de avisos de ciclones tropicais por medo de pânico entre os cidadãos. Como resultado, muitos pensaram que o furacão iria atingir o país.
Funcionários do Observatório Nacional de Cuba emitiram boletins de rádio sobre o furacão, que incluíam a posição de Flora, a sua intensidade, direção do movimento e avisos necessários. Quando o furacão deixou a ilha, mais de 40.000 pessoas haviam sido evacuadas para áreas mais seguras.
O Weather Bureau previu que Flora se voltaria para o noroeste após entrar na Passagem de Barlavento e afetaria as Bahamas. Os meteorologistas aconselharam as Bahamas a concluir os preparativos rapidamente, embora o olho do furacão só tenha passado pelo arquipélago quatro dias depois. Quando Flora se voltou para o nordeste em direção ao mar, os meteorologistas novamente aconselharam os cidadãos das Bahamas a se prepararem para o furacão e, em 9 de outubro, os alertas meteorológicos aconselharam o sudeste das Bahamas a se preparar para ventos fortes e marés fortes. Um comunicado considerou que havia menos de 50% de chance do furacão atingir o sudeste da Flórida, embora os boletins meteorológicos aconselharam os cidadãos da Flórida a monitorar o furacão. Em sua abordagem mais próxima da Flórida, o furacão permaneceu 330 milhas (530 km) de distância, embora avisos de vendaval tenham sido emitidos de Stuart a Key West devido ao grande tamanho do furacão.

## Impacto
| Região               | Mortes | Danos (USD 1963) |
| -------------------- | ------ | ---------------- |
| Trindade e Tobago    | 24     | $ 30 milhões     |
| Grenada              | 6      | $ 25.000         |
| República Dominicana | 400+   | $ 60 milhões     |
| Haiti                | 5.000  | $ 180 milhões    |
| Cuba                 | 1.750  | $ 500 milhões    |
| Jamaica              | 11     | $ 11,9 milhões   |
| Bahamas              | 1      | $ 1,5 milhão     |
| Flórida              | 1      | 0                |
| Total                | 7.193  | $ 773,4 milhões  |

Ao longo de seu caminho, o furacão Flora resultou em mais de 7.000 mortes e mais de $ 525 milhões em danos (1963 USD, $ 4.44 mil milhões 2021 USD). Estima-se que, se um furacão como o Flora tivesse ocorrido em 1998, teria causado mais de 12.000 vítimas.

### Caribe oriental
O furacão Flora passou por Barbados poucos dias depois que o furacão Edith invadiu a área. Os dois furacões resultaram em danos de cerca de US $ 65.000 (1963 USD), principalmente para interesses de pesca.
Cerca de quatro horas antes do olho do furacão Flora se mover sobre Tobago, o grande furacão começou a produzir fortes chuvas em toda a ilha. Duas horas depois, fortes ventos começaram a afetar a ilha e, enquanto se movia pela ilha, Flora produziu ventos de até 100 mph (160 km/h). Ao passar por Tobago, o furacão produziu ondas fortes e marés 5 to 7 ft (1.5 to 2.1 m) acima do normal. O furacão afundou seis navios entre 4 e 9 toneladas no porto de Scarborough. Um membro da tripulação se afogou ao tentar salvar seu navio. Chuvas fortes causaram um grande deslizamento de terra do Monte Dillon em uma estrada que leva a Castara. Este foi considerado o deslizamento de terra mais conhecido da ilha. Os fortes ventos causaram danos severos às plantações de coco, banana e cacau com 50% dos coqueiros sendo destruídos e outros 11% sendo severamente danificados. 75% das árvores da floresta caíram e a maior parte das restantes ficaram muito danificadas. A passagem do furacão Flora destruiu 2.750 das 7.500 casas de Tobago e danificou outras 3.500. O furacão matou 18 na ilha e resultou em US $ 30 milhões em safras e danos à propriedade (1963 USD).
Os ventos em Trinidad atingiram 55 mph (89 km/h) com rajadas muito mais altas de mais de 70 mph (110 km/h). Chuvas fortes e ventos fortes na região montanhosa do norte reduziram a visibilidade para zero. Devido à cordilheira em sua costa norte, os danos à ilha foram mínimos, totalizando US $ 100.000 (1963 USD). Duas pessoas morreram na ilha por afogamento. Quando Flora passou pela ilha e os ventos seguiram para sudoeste, muitos pequenos barcos no porto voltado para oeste foram afundados. Perto de Chaguaramas, nove barcos foram destruídos e oito danificados. Além disso, vários navios de grande porte sofreram danos e resultaram em afundamento intencional. Os danos em Granada foram pequenos, cerca de US $ 25.000 (1963 USD), embora seis pessoas morreram por afogamento. Mar agitado e marés mais altas do que o normal foram relatados ao longo da costa sul de Porto Rico, embora nenhum dano ou morte tenha sido relatado lá.

### República Dominicana e Haiti

Petit-Trou-de-Nippes, uma das muitas aldeias haitianas que ficaram em ruínas, foi cerca de 85% destruída

Flora produziu chuvas fortes e ventos moderadamente fortes na República Dominicana. A maior quantidade de chuva relatada foi de 1,002 mm (39.43 in) no Polo Barahona. As inundações causadas pelo furacão, considerado o mais extenso já registado, danificaram muito pontes e estradas, deixando muitas estradas intransponíveis por vários meses após a passagem do furacão. Mais de 3.800 milhas quadradas (10.000 km²) na porção oeste do país foram inundadas. O furacão causou cerca de US $ 60 milhões em danos (1963 USD) e mais de 400 mortes.
Enquanto se movia pelo sudoeste do Haiti, o furacão Flora produziu ventos de até 120 mph (190 km/h) perto de Derez, enquanto a capital, Port-au-Prince, relatou ventos de pico de 65 mph (105 km/h). Faixas de chuva intensas lançaram precipitações torrenciais estimadas em mais de 1,900 mm (75 in) em Miragoâne, com um local registando mais de 1,400 mm (57 in) em três dias. Um local na península sudoeste registou 410 mm (16 in) de precipitação em 12 horas. A onda de tempestade na costa sul é desconhecida, mas estima-se que exceda 12 ft (3.7 m). As inundações repentinas do furacão destruíram grandes seções de várias cidades, enquanto deslizamentos de terra enterraram algumas cidades inteiras, resultando em muitas mortes. Chuvas fortes levaram à inundação do rio ao longo do rio Grise, que atingiu o pico a 14 ft (4.3 m) acima do normal. As águas da enchente criaram novos canais e arrastaram plantações inteiras de banana.
Ventos fortes causados pelo furacão no sudoeste do Haiti danificaram ou destruíram centenas de árvores. O caminho de Flora sobre a área foi melhor determinado pela trajetória das árvores caídas ao longo da península. Os fortes ventos deixaram aldeias inteiras sem telhado, com muitos edifícios totalmente destruídos. A combinação de ondas fortes e ventos fortes destruiu três comunidades inteiras. Muitos dos que morreram no sudoeste do Haiti sofreram queimaduras intensas por ventos fortes. Na maioria das áreas, as plantações foram totalmente destruídas. A safra de café foi colhida antes da chegada do furacão, embora chuvas fortes e fortes enchentes tenham arruinado a safra nos anos seguintes. Além disso, fortes ventos derrubaram árvores que protegiam a cultura do café no sul da península. Um funcionário estimou que seriam necessários três anos para a safra de café ser replantada e crescer novamente.
Cerca de 3.500 pessoas foram confirmadas como mortas, com vários milhares desaparecidos em um relatório cinco meses após o furacão. Estima-se que a passagem do furacão Flora matou cerca de 5.000 pessoas e causou entre US $ 125 milhões e $ 180 milhões em danos no Haiti (1963 USD).

### Cuba, Jamaica, Bahamas e Flórida
Fortes ventos do norte vindos de Flora erodiram as praias do norte na província cubana de Camaguey em até 1 km (3,300 ft). Santa Cruz del Sur relatou fortes ventos de sul e mar agitado. Os ventos em Cuba chegaram a 125 mph (201 km/h). Devido ao seu movimento lento em Cuba, a tempestade causou chuvas extremas no lado leste da ilha. Locais isolados em Cuba receberam mais de 2,000 mm (80 in) de precipitação, com Santiago de Cuba registando 2,550 mm (100.39 in), que é o maior total de chuva medido em Cuba de qualquer evento de chuva registado. Ventos fortes e inundações causaram danos significativos às lavouras da região. A tempestade destruiu cerca de 25% do café, 10% do milho, até 15% das safras de açúcar em todo o país, enquanto pelo menos a maioria das safras de banana e laranja foram perdidas. Além disso, a Flora destruiu cerca de 50% das safras de arroz de inverno nas províncias de Camagüey e Oriente – cerca de 25% da produção nacional. Aproximadamente 50% do algodão foi perdido na província de Oriente, que produziu cerca de metade da safra de algodão de Cuba.
Muitos cidadãos ficaram presos no topo de suas casas. As enchentes danificaram ou destruíram dezenas de milhares de casas em Cuba. Uma tabulação completa até 20 de outubro indicou que a tempestade danificou cerca de 21.000 casas e destruiu mais de 11.000 outros apenas na província de Oriente. Em todo o país, o furacão destruiu cerca de 30.000 moradias. Muitas pontes, rodovias e ferrovias, principalmente na província de Oriente, tornaram-se intransitáveis devido a enchentes, deslizamentos de terra e desabamentos. No entanto, muitos dos danos foram causados a rodovias secundárias e ferrovias. No geral, Flora gerou cerca de US $ 500 milhões em danos em Cuba e aproximadamente 1.750 fatalidades.
Chuvas fortes caíram em toda a ilha da Jamaica devido ao fluxo sudoeste para as montanhas na periferia sul de Flora durante vários dias. A quantidade máxima registada foi 1,500 mm (60 in) em Spring Hill persistente,  que levou a vários deslizamentos de terra na parte oriental da ilha. Danos à ilha totalizaram US $ 11,9 milhões (1963 dólares). O mar agitado de Flora afetou as Bahamas e a costa sudeste da Flórida em 5 de outubro, quando o furacão estagnou sobre Cuba, mantendo pequenas embarcações no porto, e ventos com força de furacão afetaram a Ilha Ragged mais tarde naquele dia. A quantidade de chuva atingiu o pico de 437 mm (17.19 in) em Duncan Town, nas Bahamas.  Danos ao arquipélago da ilha chegaram a US $ 1,5 milhões (1963 dólares).

## Rescaldo

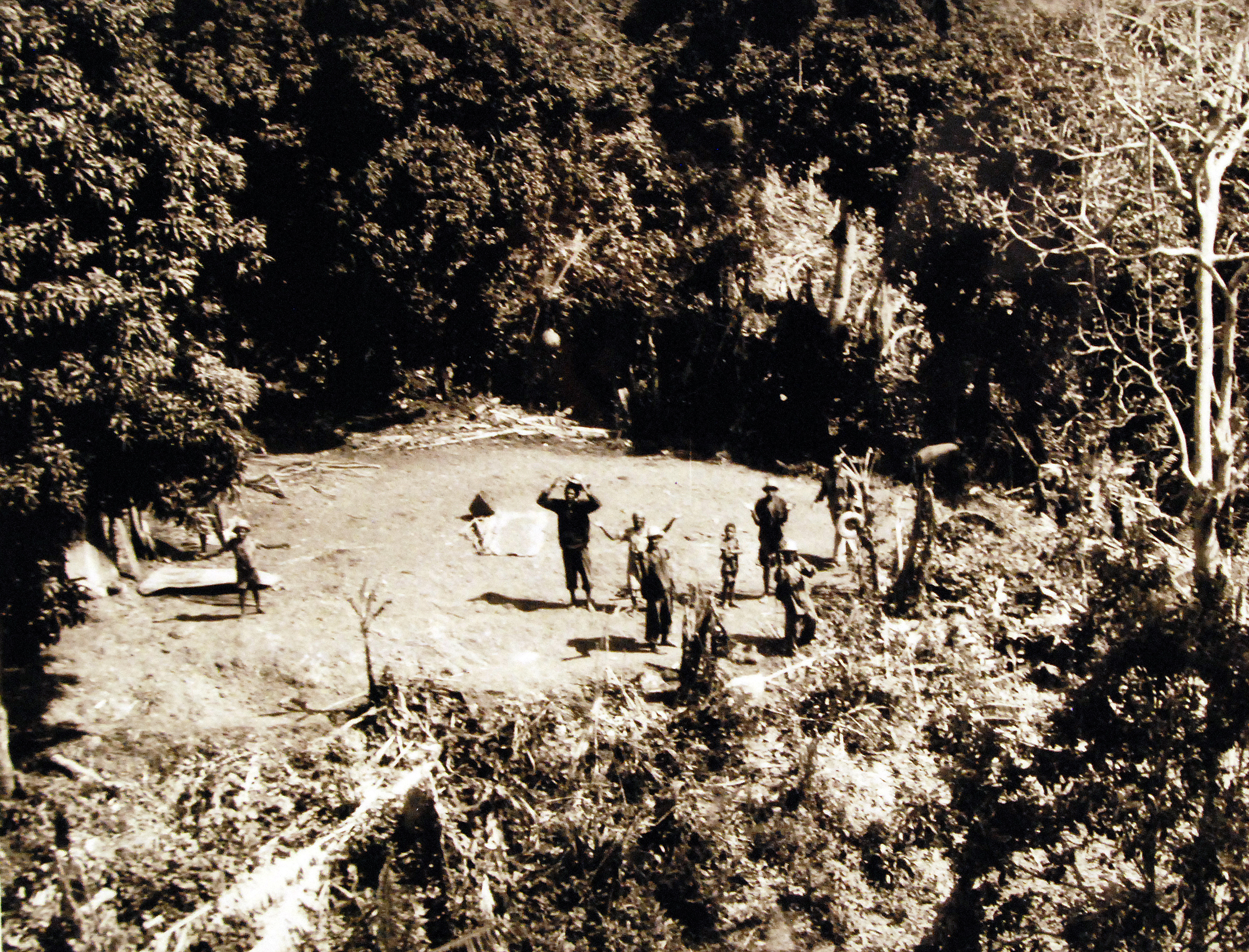
Haitianos isolados por Flora aguardam resgate. O USS Lake Champlain e o USS Thetis Bay lançaram helicópteros marítimos que evacuaram 347 vítimas da tempestade e distribuíram 330105 lb de suprimentos de socorro

Em Tobago, os grandes prejuízos agrícolas da Flora fizeram com que as plantações fossem abandonadas. Como resultado, a economia da ilha mudou para o turismo. A destruição das florestas tropicais de Tobagão resultou em um declínio contínuo da agricultura na ilha devido aos animais que antes viviam na floresta comendo as plantações para se alimentar. A passagem do furacão reduziu a altura do dossel da floresta tropical acima de 800 ft (240 m) pela metade. Vinte e cinco anos se passaram antes que o dossel atingisse sua altura anterior.
| Furacões mais mortais no Atlântico | Furacões mais mortais no Atlântico | Furacões mais mortais no Atlântico | Furacões mais mortais no Atlântico |
| Posição                            | Furacão                            | Temporada                          | Fatalidades                        |
| ---------------------------------- | ---------------------------------- | ---------------------------------- | ---------------------------------- |
| 1                                  | ? "Grande Furacão"                 | 1780                               | 22,000–27,501                      |
| 2                                  | 5 Mitch                            | 1998                               | 11,374+                            |
| 3                                  | 2 Fifi                             | 1974                               | 8,210–10,000                       |
| 4                                  | 4 "Galveston"                      | 1900                               | 8,000–12,000                       |
| 5                                  | 4 Flora                            | 1963                               | 7,193                              |
| 6                                  | ? "Pointe-à-Pitre"                 | 1776                               | 6,000+                             |
| 7                                  | 5 "Okeechobee"                     | 1928                               | 4,112+                             |
| 8                                  | ? "Newfoundland"                   | 1775                               | 4,000–4,163                        |
| 9                                  | 3 "Monterrey"                      | 1909                               | 4,000                              |
| 10                                 | 4 "San Ciriaco"                    | 1899                               | 3,855                              |

Na República Dominicana, os relatórios de danos eram em grande parte desconhecidos por um mês após o furacão passar pela ilha, principalmente nas províncias do oeste. Lá, as estradas ainda estavam intransitáveis, grandes áreas permaneciam sem eletricidade e os helicópteros não podiam pousar em áreas remotas devido à lama, lodo e até 3 ft (0.91 m) de água em todos os campos de pouso. Um oficial estimou que vários meses se passariam antes que as equipes de pesquisa pudessem obter informações sobre perda de vidas e danos gerais.
O governo de Cuba implementou outras restrições às rações em andamento, incluindo a adição de rações ao açúcar pela primeira vez na história do país. Em meio a uma crise política entre Cub e os Estados Unidos, a Cruz Vermelha cubana recusou ajuda da Cruz Vermelha americana, referindo-se à oferta de ajuda como hipócrita "por um país [os Estados Unidos] que está tentando nos destruir [Cuba] com bloqueios econômicos e outras medidas. " A União Soviética entregou grandes quantidades de alimentos, remédios e outros suprimentos vitais para a recuperação, enquanto os outros estados satélites da Europa prometeram ajuda. A China enviou remédios e leite em pó, totalizando cerca de US $ 200.000 em valor, ao mesmo tempo que contribuiu com a mesma quantia em dinheiro.
Devido ao seu impacto nas nações caribenhas, o nome Flora foi aposentado a partir deste ano e foi substituído por Fern.